# Powerage
Powerage é o quinto álbum de estúdio da banda australiana de hard rock AC/DC. Foi lançado em 28 de abril de 1978 pela gravadora Atlantic. É o primeiro trabalho com o baixista Cliff Williams, que entrou substituindo Mark Evans, e também foi o primeiro álbum da banda a não ter uma faixa-título (além do álbum High Voltage, apenas na Austrália) e o primeiro em todo o mundo a não ser lançado com uma capa diferente. Powerage foi relançado em 2003 como parte da série AC/DC Remasters.
Embora possa ser o álbum internacionalmente menos bem sucedido da banda com Bon Scott, é altamente respeitado por outros músicos, como Slash, Keith Richards, Eddie Van Halen, Gene Simmons, Ron Wood, e é o álbum favorito de Malcolm Young.

## Antecedentes
Após uma turnê europeia em abril, abrindo para o Black Sabbath, o baixista Mark Evans foi expulso da banda em 3 de maio de 1977. Na biografia da banda, AC/DC: Maximum Rock & Roll, o ex-empresário Michael Browning afirma:
"Eu recebi um telefonema de Malcolm e Angus. Estávamos em Londres, fui ao apartamento deles e disseram-me que queriam-se livrar de Mark. Ele e Angus não se viram. Eles costumavam ter um tipo de coisa maluca, mas nada que eu jamais pensaria que fosse ameaçador."
De acordo com Browning, os irmãos Young estavam considerando seriamente em chamar Colin Pattenden, na época da Manfred Mann's Earth Band, até que Browning, que temia que Pattenden fosse velho demais e não se encaixasse na imagem da banda, chamou o inglês Cliff Williams, que havia tocado com as bandas Home e Bandit. Williams, que também serviria como vocal de apoio, passou na audição e iria participar das gravações, embora Evans insista que o álbum também tenha contribuições dele, já que as músicas do álbum começaram a ser feitas durante as sessões do álbum Let There Be Rock, enquanto Williams estava tendo problemas em obter seu visto de trabalho.
A banda fez uma turnê nos Estados Unidos pela primeira vez no verão de 1977, concentrando-se em espaços menores no começo, mas eventualmente tocando no CBGB em Nova Iorque e no Whisky a Go Go em Los Angeles. No início de 1978, a banda retornou a Sydney para gravar seu próximo álbum.

## Produção

### Gravação

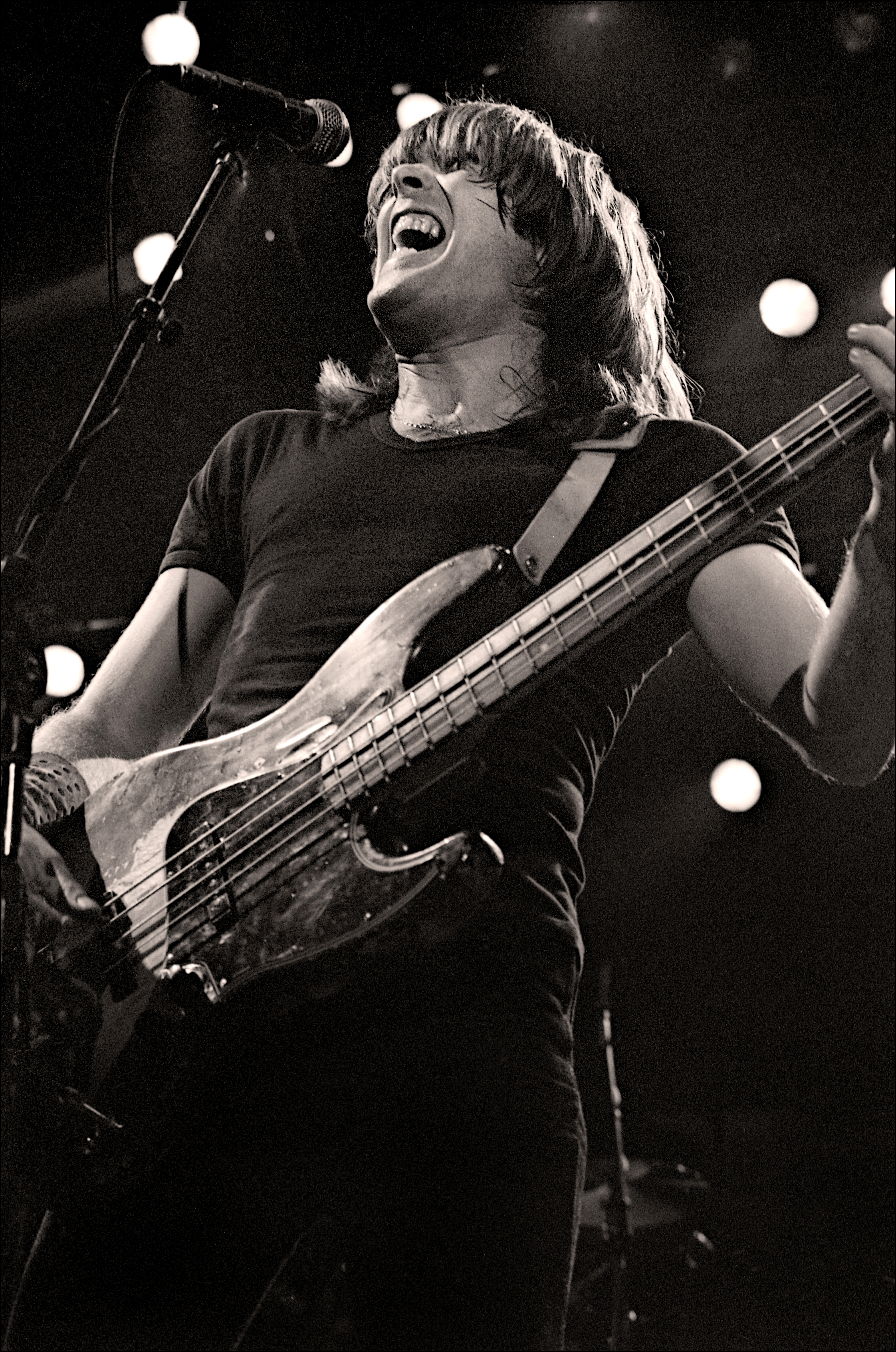
Powerage é o primeiro álbum da banda com o baixista Cliff Williams.

Várias músicas que surgiriam no Powerage começaram a ser gravadas em julho de 1977 durante os primeiros ensaios da banda com Williams no Albert Studios, incluindo "Kicked in the Teeth", "Up to My Neck in You", uma versão anterior de "Touch Too Much", e possivelmente "Riff Raff". No entanto, as sessões de Powerage começaram oficialmente em janeiro do ano seguinte e se estenderiam por um período de cerca de oito semanas. Como nos álbuns anteriores, as músicas foram gravadas ao vivo o quanto possível.
Embora o álbum tenha a mesma ferocidade e sensação ao vivo que caracterizaram o disco anterior, os executivos da gravadora nos Estados Unidos reclamaram que o álbum não continha um single compatível com a rádio. Com as primeiras prensagens de Powerage prontas para serem enviadas ao Reino Unido, a banda cumpriu e gravou a canção "Rock 'n' Roll Damnation", lançada na Grã-Bretanha no final de maio, indo para o 24º lugar nas paradas. Powerage seria o último álbum de estúdio da banda a ter produção de Harry Vanda e George Young.
Em uma entrevista com Bass Frontiers, Cliff Williams recorda as sessões de forma positiva:
"Os caras já estavam no estúdio há algum tempo e nós fomos fazer o que acabou sendo o álbum Powerage. Ótimo ambiente de trabalho. [...] Ótimos produtores. [...] Apenas um ambiente de trabalho intenso e energético. E nós tivemos cerca de três semanas para fazer aquilo, porque era todo o dinheiro que nós tínhamos [...] Foi realmente uma tremenda experiência."

## Lançamento
Muitos dos primeiros álbuns do AC/DC foram alterados para lançamento em outros mercados, e esta prática continuou em Powerage, embora tenha sido o primeiro disco a ser lançado quase simultaneamente nos mercados australiano e internacional e o primeiro a usar apenas uma capa para ambos. No entanto, a primeira prensagem do Reino Unido também inclui mixagens diferentes de todas as versões posteriores, mais notavelmente nas canções "Down Payment Blues", "Kicked In The Teeth" e "What's Next To The Moon".
A edição europeia em vinil incluiu "Cold Hearted Man", uma canção que não foi lançada anteriormente, e não seria lançada em nenhum outro álbum da banda até o box set Backtracks, em 2009. Em alguns territórios, Powerage omitiu o single "Rock 'n' Roll Damnation".

## Recepção
| Críticas profissionais            | Críticas profissionais |
| Avaliações da crítica             | Avaliações da crítica  |
| Fonte                             | Avaliação              |
| --------------------------------- | ---------------------- |
| AllMusic                          | [ 15 ]                 |
| Classic Rock                      | [ 16 ]                 |
| The Encyclopedia of Popular Music | [ 17 ]                 |
| MusicHound Rock                   | 4.5/5                  |
| The Rolling Stone Album Guide     | [ 19 ]                 |
| Spin Alternative Record Guide     | 3/10                   |
| Stylus Magazine                   | Favorável              |
| Subjective Sounds                 | Favorável              |

Powerage foi lançado em 5 de maio de 1978 pela gravadora Atlantic e alcançou o número 133 na parada de álbuns pop da Billboard nos Estados Unidos, eventualmente alcançando platina. AllMusic dá ao álbum uma classificação de três e meio de cinco estrelas, afirmando que "enquanto é o material mais desigual da banda na década de 1970, [o álbum] ainda continha "alguns clássicos genuínos", mencionando especificamente "Down Payment Blues" e "Up To My Neck in You". Edwin Faust, da Stylus Magazine, considera Powerage "o melhor álbum do AC/DC [...] porque não se trata simplesmente de 'sexo, bebida e satanismo irônico', mas mostra uma banda 'crescendo'."
Em 1994, o biógrafo de Bon Scott, Clinton Walker, opinou em seu livro Highway to Hell que "ao todo, parecia que Powerage não tinha a coerência intransigente, corpo e a alma implacáveis que era a grandeza de seu antecessor". O biógrafo da banda, Jesse Fink, cita o álbum como contendo "sua melhor coleção [de canções]" e considera "um ponto alto de criatividade para os três Youngs, um álbum sem dúvida superior aos comercialmente bem-sucedidos de Mutt Lange que o sucedeu, Highway to Hell e Back in Black."
Em 2005, Powerage ficou em 3º lugar no ranking dos "500 Melhores Álbuns de Rock & Metal de Todos os Tempos" da revista Rock Hard. A revista Kerrang! listou-o no número 26 entre os "100 Melhores Álbuns de Heavy Metal de Todos os Tempos".

## Faixas

### Versão australiana
Todas as músicas foram escritas por Angus Young, Malcolm Young e Bon Scott.
| Lado A |                           |         |  |
| N.º    | Título                    | Duração |  |
| 1.     | "Rock 'n' Roll Damnation" | 5:10    |  |
| 2.     | "Down Payment Blues"      | 5:17    |  |
| 3.     | "Gimme a Bullet"          | 3:33    |  |
| 4.     | "Riff Raff"               | 3:30    |  |

| Lado B |                           |         |  |
| N.º    | Título                    | Duração |  |
| 1.     | "Sin City"                | 4:14    |  |
| 2.     | "What's Next to the Moon" | 3:30    |  |
| 3.     | "Gone Shootin'"           | 3:57    |  |
| 4.     | "Up to My Neck in You"    | 4:06    |  |
| 5.     | "Kicked in the Teeth"     | 4:15    |  |

### Versão europeia
| Lado A |                           |         |  |
| N.º    | Título                    | Duração |  |
| 1.     | "Rock 'n' Roll Damnation" | 5:10    |  |
| 2.     | "Gimme a Bullet"          | 5:17    |  |
| 3.     | "Down Payment Blues"      | 3:33    |  |
| 4.     | "Gone Shootin'"           | 3:30    |  |
| 5.     | "Riff Raff"               |         |  |

| Lado B |                           |         |  |
| N.º    | Título                    | Duração |  |
| 1.     | "Sin City"                | 4:14    |  |
| 2.     | "Up To My Neck In You"    | 3:30    |  |
| 3.     | "What's Next to the Moon" | 3:57    |  |
| 4.     | "Cold Hearted Man"        | 4:06    |  |
| 5.     | "Kicked in the Teeth"     | 4:15    |  |

## Ficha técnica
AC/CD
- Bon Scott – vocais
- Angus Young – guitarra
- Malcolm Young – guitarra, vocais de apoio
- Cliff Williams – baixo, vocais de apoio
- Phil Rudd – bateria

Produção musical
- Harry Vanda – produção
- George Young – produção
- George Piros – masterização
- Mark Opitz – engenharia de som

Produção artística
- Jim Houghton – fotografia
- Bob Defrin – direção de arte